# Orkan Quimburga
Quimburga ist der Name eines Orkantiefs, das am 13. November 1972 über Mittel- und Westeuropa zog und in England, Belgien, den Niederlanden und Norddeutschland schwere Schäden anrichtete sowie mindestens 73 Todesopfer forderte; bei den Aufräumarbeiten in Wäldern kamen allein in Niedersachsen 22 Menschen ums Leben.
Wegen der enormen Schäden und der zahlreichen Todesopfer, die dieser Orkan in Niedersachsen hinterließ, wurde das Ereignis auch als Niedersachsenorkan bezeichnet. Insgesamt richtete der Orkan in Deutschland einen Sachschaden von damals 1,34 Mrd. DM (in heutiger Kaufkraft 2,60 Mrd. Euro) an.

## Entwicklung der Wetterlage
Die Entstehungsgeschichte des Orkans Quimburga begann am 10. und 11. November 1972 im Raum Neufundland. Von einem Hoch über Labrador wurde sehr kalte Polarluft nach Süden auf dem amerikanischen Kontinent geführt, gleichzeitig führte ein bei den Azoren liegendes Hochdruckgebiet warme Subtropikluft nach Norden. Im Bereich des Aufeinandertreffens dieser Luftmassen bildete sich in einer Höhe von 1500 Metern ein äußerst scharfer Temperaturgradient von 45 K zwischen der 10° warmen Subtropikluft und der −35° kalten Polarluft aus. Unter diesen Bedingungen spaltete sich am 11. November 1972 rund 700 km östlich von Neufundland auf etwa 44° Nord und 41° West von einem bei Neufundland liegenden Orkantief ein Teiltief ab, das der Steuerung des Azorenhochs folgend unter starker Vertiefung mit einer Verlagerungsgeschwindigkeit von rund 70 km/h über den Nordatlantik nach Südirland und weiter in östlicher Richtung nach England zog. In den Nachtstunden des 13. Novembers 1972 lag das Tief mit einem Kerndruck von 975 Hektopascal über England und erreichte gegen 01:00 Uhr die Nordsee. Von hier aus zog es unter weiterer Vertiefung über die südliche Nordsee zum südlichen Schleswig-Holstein, wo im Raum Brunsbüttel ein Kerndruck von 953 Hektopascal gemessen wurde und erreichte in den Abendstunden das Baltikum, bevor es sich am 14. November 1972 im Raum östlich von St. Petersburg auflöste.
Auf der Rückseite des Tiefs bildete sich aufgrund eines rasch unter Verstärkung nachschwenkenden Keils des Azorenhochs ein sehr scharfer Luftdruckgradient aus, was zu extremen Windgeschwindigkeiten führte und es äußerst labiler polarer Kaltluft ermöglichte, über der Nordsee nach Süden vorzustoßen.
Das Sturmfeld des Orkantiefs erreichte, nachdem es in den Nachtstunden zunächst Großbritannien überquert und dort schwere Schäden angerichtet hatte, gegen 01:00 Uhr nachts am 13. November 1972 die westliche Nordsee. In Antwerpen wurden in den frühen Morgenstunden bereits Windgeschwindigkeiten von 140 km/h gemessen.
In den Vormittagsstunden wurde auch Norddeutschland vom Sturmfeld erfasst. Ab etwa 8:00 Uhr wurden die ersten Orkanböen im westlichen Weser-Ems-Gebiet registriert, gegen 09:15 Uhr erreichte der Orkan Bremen. Bemerkenswert waren dabei die außerordentlich hohen Windgeschwindigkeiten über dem Festland. Die Orkanböen erreichten im Flachland 120 bis 155 km/h, in Celle wurden in der Spitze mehr als 167 km/h gemessen. Auf dem Brocken im Oberharz wurde eine Spitzenböe von fast 245 km/h registriert. Teilweise wurden die Messbereiche der damals noch üblichen Windmessgeräte überschritten, sodass die Geschwindigkeiten der Spitzenböen nur geschätzt werden konnten.
Aufgrund der sehr weit südlichen Zugbahn des Tiefdruckgebiets und der kurzen Dauer des Sturmes kam es an der deutschen Nordseeküste zu keiner schweren Sturmflut. Trotzdem führten die extremen Windgeschwindigkeiten zu einem völligen Ausfall des Tideniedrigwassers und deutlich erhöhten Wasserständen an den Küstenpegeln.

## Schäden

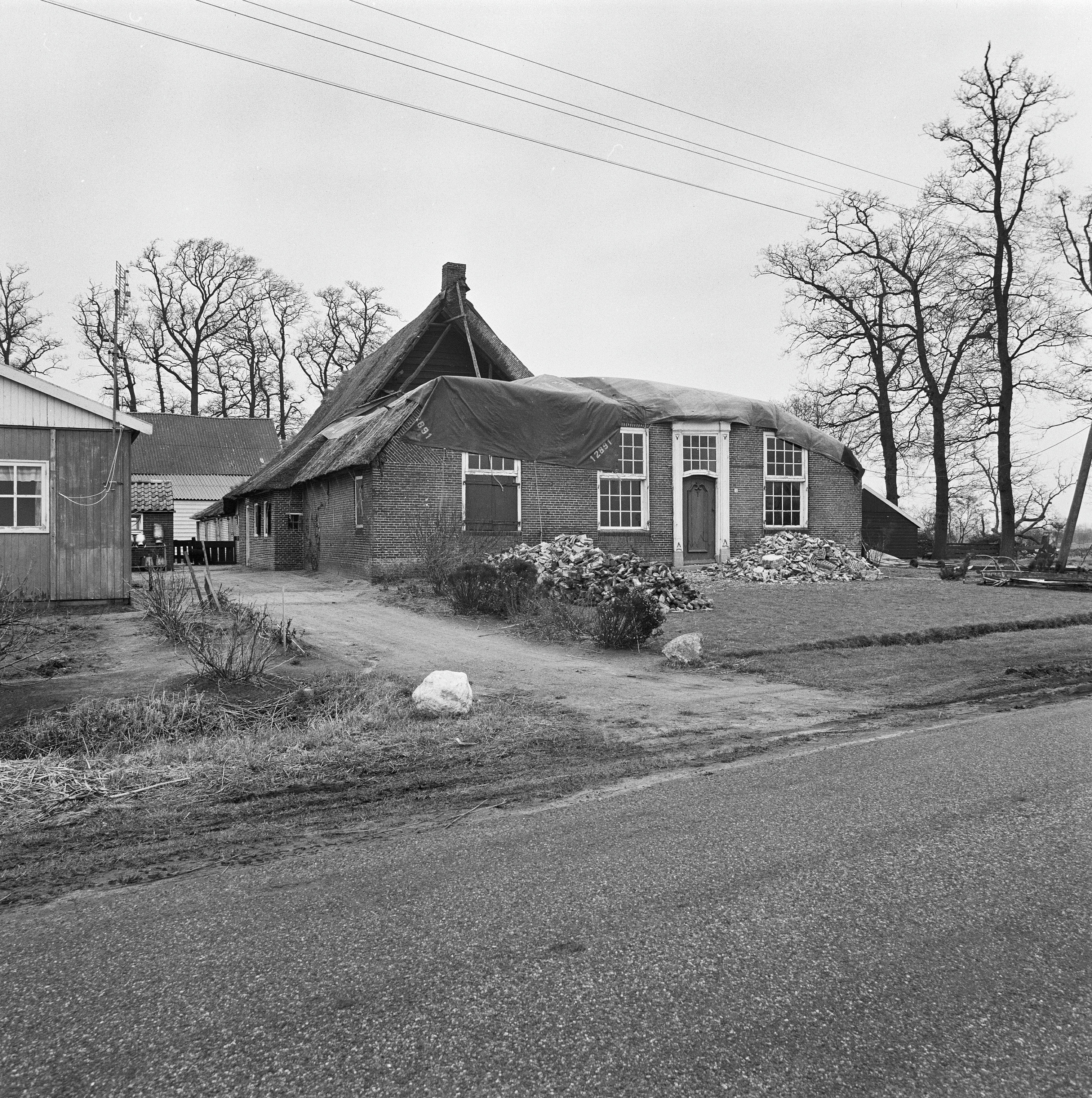
Zerstörtes Bauernhaus in Ruinerwold in der niederländischen Provinz Drenthe

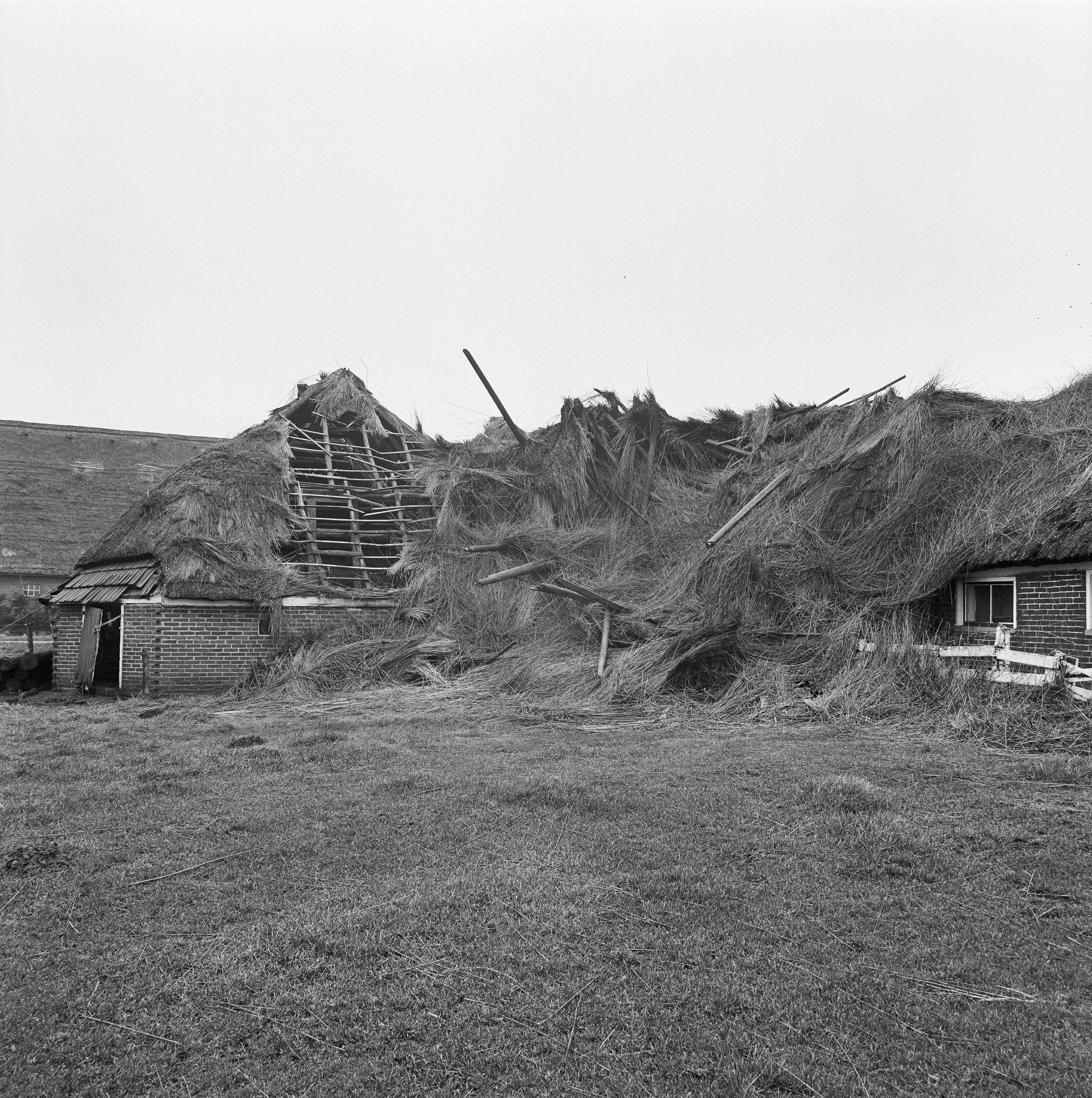
Sturmschaden in Zeijen in der Region Drenthe

|  | 07:00 h | Das Orkantief liegt am Westeingang der Deutschen Bucht nördlich von Schiermonnikoog, das dazugehörige Sturmfeld überquert die niederländische Provinz Noord-Holland.   |
|  | 07:10 h | Erste Unwetterwarnung des Wetteramtes Bremen: Südwest 6–8 Bft in Böen 8–10 Bft, vereinzelt bis Windstärke 12.                                                          |
|  | 08:00 h | Verschärfte Unwetterwarnung des Wetteramtes Bremen. Sturmfeld erreicht westliches Ostfriesland und bewegt sich mit einer Geschwindigkeit von 70 km/h nach Osten.       |
|  | 08:15 h | Katastrophenvoralarm in Delmenhorst |
|  | 08:30 h | Im Landkreis Vechta wird Katastrophenalarm ausgelöst. Sturmfeld des Orkans erreicht den Landkreis Cloppenburg. Erste Großschadensfälle mit Todesopfern.                |
|  | 09:00 h | Alle Bundesstraßen im Landkreis Cloppenburg sind durch umgestürzte Bäume unpassierbar. Der Turm der St.-Peter-Kirche in Oldenburg (Oldb.) stürzt ein.                  |
|  | 09:15 h | In Bremen wird für das gesamte Stadtgebiet einschließlich Bremerhaven Katastrophenalarm ausgelöst. Nahezu zeitgleich erreicht das Sturmfeld des Orkans die Hansestadt. |
|  | 09:40 h | Die Lagerhalle der Firma Asbestos in Nordenham wird schwer beschädigt und 60.000 Tonnen Asbesterz freigelegt.                                                          |
|  | 10:30 h | Hauptsturmfeld hat Bremen und das Weser-Ems-Gebiet passiert. |
|  | 11:18 h | In Hamburg verhängt die Feuerwehr den Ausnahmezustand, nachdem das Sturmfeld des Orkans die Hansestadt erreicht hat.                                                   |
|  | 12:00 h | Der Kern des Orkantiefs liegt über der westlichen Ostsee im Raum Bornholm                                                                                              |

Der Orkan führte nicht nur zu schweren Schäden an Gebäuden, der Verkehrsinfrastruktur, Versorgungsanlagen und Wäldern, sondern forderte insgesamt mindestens 73 Menschenleben. Zahlreiche historische Gebäude wurden schwer beschädigt oder zerstört. Besonders an Kirchen und Windmühlen entstanden schwere Schäden. Als besonders gefährdet erwiesen sich Flachdächer, die bei Windgeschwindigkeiten von rund 200 km/h als Ganzes fortgerissen wurden.
Besonders schwer betroffen waren die Regionen Niedersachsen und Bremen. Allein hier kamen 21 Menschen ums Leben, in der DDR 16, in Belgien 7. In Hamburg wurden rund 150 Menschen teilweise schwer verletzt. Auch in den Niederlanden führte der Orkan zu schweren Schäden; hier kamen, als das Sturmfeld des Orkans in den Morgenstunden die Niederlande überquerte, acht Menschen ums Leben. Im Hafen von Rotterdam wurden Verladekräne durch den Winddruck umgeworfen und zerstört.
Fast alle wichtigen Verkehrsverbindungen waren für Stunden, teilweise für Tage unterbrochen. Durch die Zerstörung zahlloser Stromleitungen kam es zu teils tagelangen Stromausfällen; so war der Ort Klein Henstedt noch fünf Tage nach dem Orkan von der Stromversorgung abgeschnitten. Auch bei der Trinkwasserversorgung kam es in Teilen zu erheblichen Engpässen.
In Niedersachsen wurden etwa 10 Prozent des gesamten Waldbestandes vernichtet; auf der insgesamt 954.244 ha großen Waldfläche Niedersachsens wurden auf über 100.000 ha circa 50 Millionen Bäume umgeworfen. Das ergibt eine Holzmenge von ca. 16–17 Millionen Festmeter. Der Gesamtschaden wird auf über 1 Milliarde DM geschätzt. In allen betroffenen Gebieten wurden großflächig Dächer abgedeckt, massive Mauern eingedrückt, Schornsteine zum Einsturz gebracht und großflächig Fensterscheiben zerstört. Allein in Berlin zerstörte der Winddruck über 600 Schaufensterscheiben.
Aon Benfield geht in seinem Bericht „Winterstürme in Europa – Historie von 1703 bis 2012“ von einem versicherten Schaden in Deutschland von 2,5 Milliarden Euro aus.

### Spektakuläre Schadensfälle

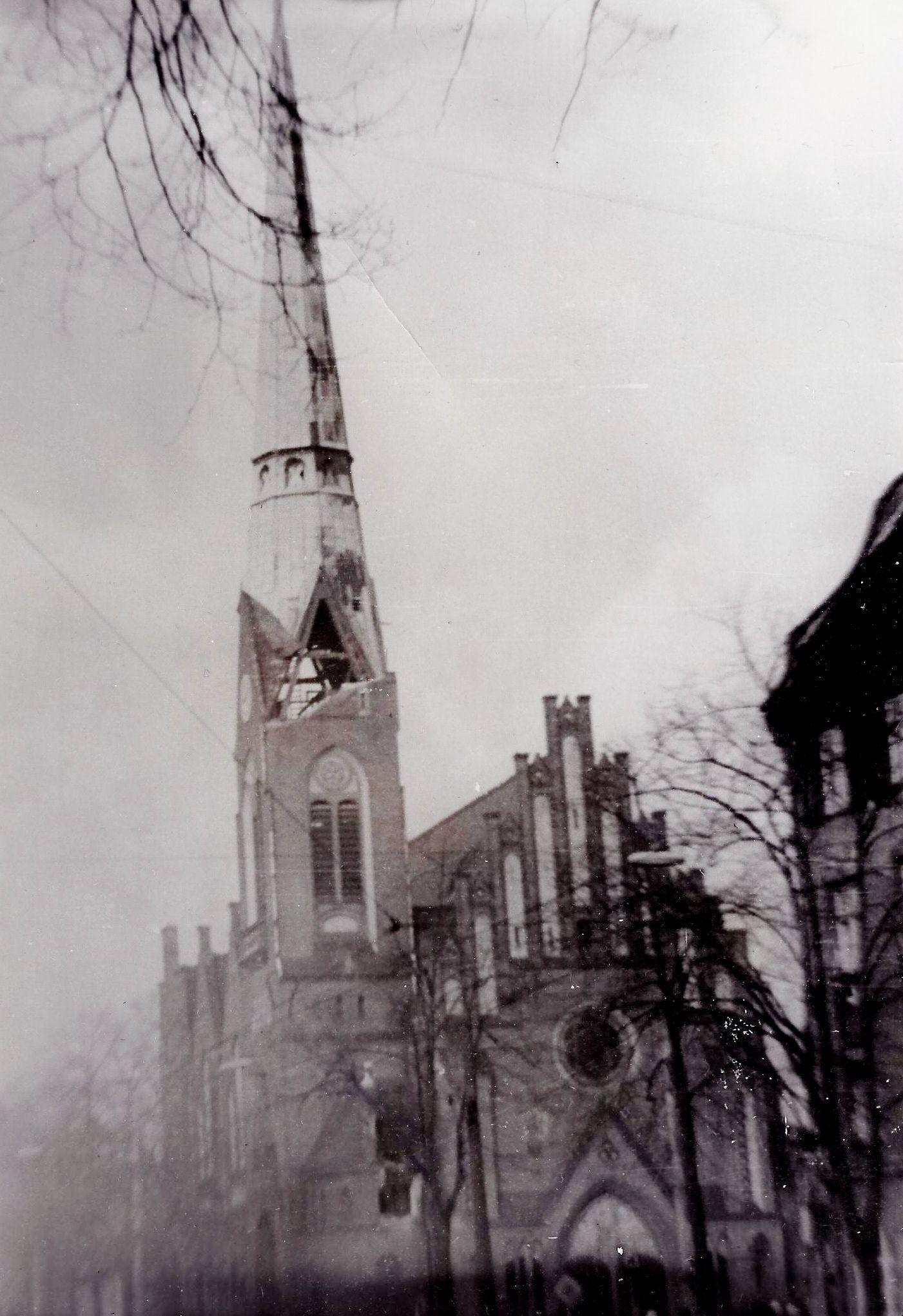
Beschädigte Christophoruskirche in Berlin-Friedrichshagen nach dem Orkan vom 13. November 1972

Sehr schwere Verwüstungen fanden im Oberharz statt, wo die Bäume großer Waldflächen entwurzelt wurden und die Aufräum- und Aufforstungsarbeiten bis in die 1980er-Jahre andauerten.
In Nordenham führte der Orkan zu einer Umweltkatastrophe, nachdem das Dach einer Lagerhalle, in der rund 60.000 Tonnen Asbestgranulat lagerten, binnen kurzer Zeit auf einer Länge von 150 m zerstört und die Außenwand durch Winddruck vollkommen eingedrückt wurde. Große Mengen Asbeststaub gelangten durch den Orkan in großen Wolken in die Atmosphäre. Das Befeuchten des Materials durch die Freiwillige Feuerwehr Nordenham verhinderte, dass der gesamte Lagerbestand durch den Orkan fortgewirbelt und in Richtung der Großstadt Bremerhaven getragen wurde. Die 560 Tonnen schwere Verladerampe des Asbestwerkes wurde durch den Winddruck in Bewegung gesetzt und über eine Strecke von 80 Metern die Pier entlanggeschoben, bevor der Unterbau der Anlage entgleiste und dabei abknickte.
In Oldenburg brachte der Winddruck den Turm der St.-Peter-Kirche zum Einstürzen; in Berlin-Friedrichshagen wurde der Turm der Christophoruskirche so schwer beschädigt, dass er abgebrochen werden musste. Von den herabstürzenden Trümmern des Giebels wurde eine Frau erschlagen. Der 243 Meter hohe Mittelturm des Senders Königs-Wusterhausen bei Berlin stürzte durch den Winddruck um. Eine Traglufthalle neben der Baustelle der Staatsbibliothek zu Berlin, die die bereits rückgeführten Bände der Sammlung beherbergte, wurde stark beschädigt. Ebenso wurde die massive Mauer des historischen katholischen Friedhofs von Coevorden durch den starken Winddruck zum Einsturz gebracht. In Niedersachsen wurden teilweise massive Gebäude völlig zerstört.
Im Museumsdorf Cloppenburg wurde das im Aufbau befindliche Hauptgebäude der Wehlburg durch den Orkan total zerstört. In Delmenhorst wurden an einer Kirche zwei 10 Meter hohe Fenster vollständig vernichtet; 30 Prozent der Hausdächer in der Stadt wurden zum Teil schwer beschädigt.
In Wildeshausen, wo 90 Prozent der Gebäude im gesamten Stadtgebiet, darunter auch die historische Alexanderkirche und das mittelalterliche Rathaus mit seinem gotischen Treppengiebel zum Teil schwer beschädigt wurden, stürzte der 32 Meter hohe Schornstein einer Brennerei ein.
In Bremen rissen die Orkanböen das aus Beton gefertigte Dach des Columbushotels am Hauptbahnhof aus der Verankerung und ließen es auf den Bahnhofsvorplatz stürzen. Die Betontrümmer trafen eine Haltestelle der Bremer Straßenbahn und einen dort haltenden Bus, wodurch zwei Menschen getötet und vier zum Teil schwer verletzt wurden. Der Bürgerpark und der Stadtwald wurden völlig verwüstet. Hier fielen über 1000 Bäume dem Sturm zum Opfer.
In Bochum beschädigte der Orkan die dortige Sternwarte so schwer, dass sie außer Betrieb genommen werden musste; dadurch gerieten wichtige Forschungsprojekte in Gefahr zu scheitern. In Hamburg-Harburg wurde das massive Dach eines Hochhauses abgedeckt. Die Trümmer flogen 80 m weit.
In Idafehn setzte der Orkan die festgebremsten Flügel der dortigen Holländerwindmühle in Gang. Sie ließen sich nicht mehr stoppen und führten zum Heißlaufen der Königswelle. Das dadurch ausgelöste Feuer zerstörte die Mühle vollständig. In Trebbus wurden ebenfalls die Flügel der dortigen Bockwindmühle in Gang gesetzt; es gelang jedoch der Feuerwehr, den Brand rechtzeitig unter Kontrolle zu bringen.

### Folgen für die Schifffahrt

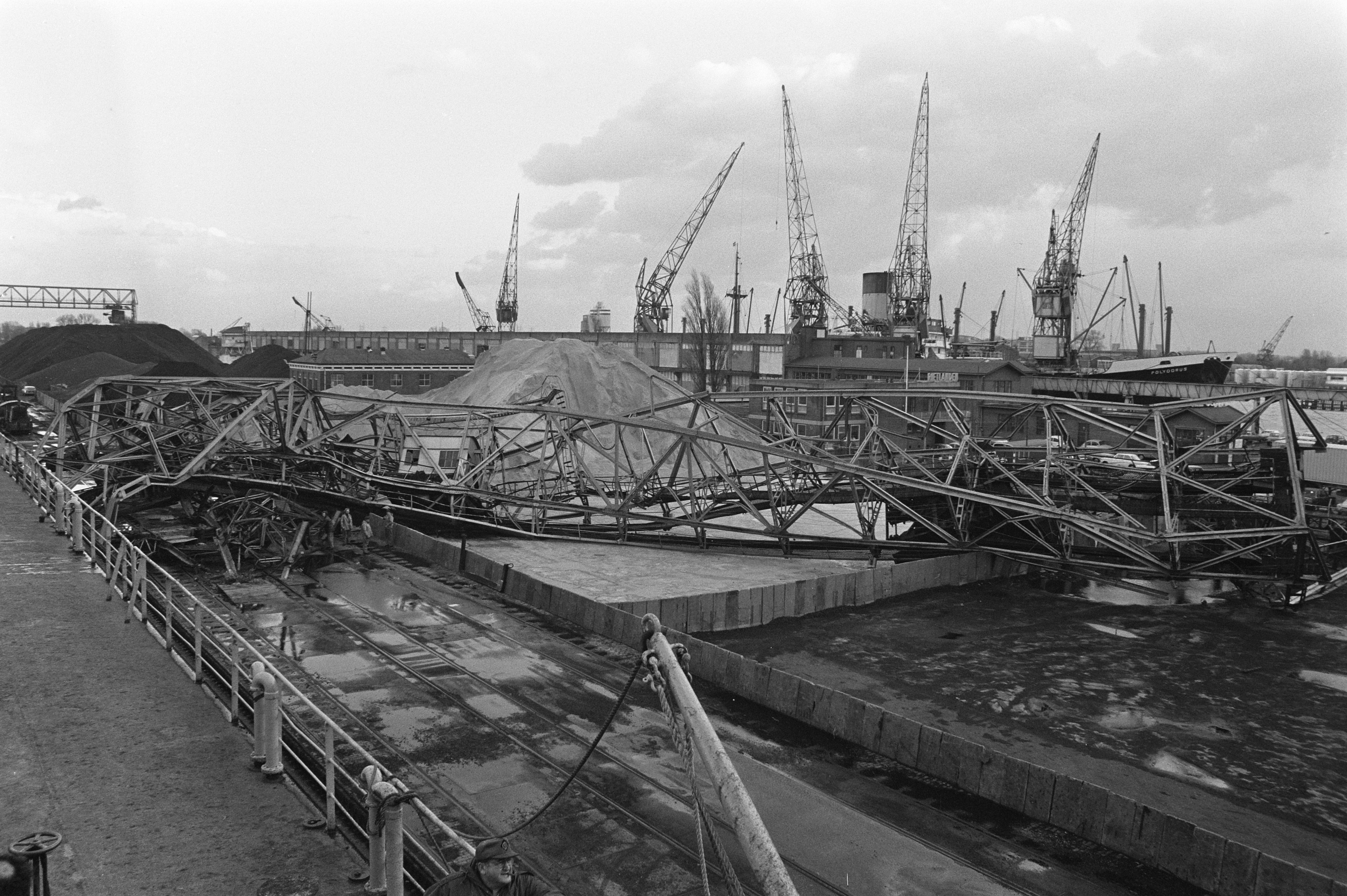
Umgestürzter Kran im Hafen von Amsterdam

Auf der Unterelbe sanken drei Schiffe, dabei kamen beim Untergang des Küstenmotorschiffs Christina bei Brunsbüttel und des Binnentankers Stadt Glückstadt in Hamburg vier Seeleute trotz sofort eingeleiteter Rettungsmaßnahmen ums Leben. Bei Castricum (NL) strandete der chinesische Frachter Wan Chun, nachdem die Ankerketten des auf Reede liegenden Schiffes gebrochen waren. Alle Besatzungsmitglieder konnten gerettet werden, das Schiff wurde später vor Ort verschrottet. Die neunköpfige Besatzung des dänischen Motorschiffs Metric musste mit Hubschraubern von Bord geholt werden, nachdem das Schiff vor Texel gestrandet war.
Auch in den Häfen kam es aufgrund des Orkans zu massiven Problemen, da sich zahlreiche Schiffe losrissen. So trieb ein am Bremer Hohentorshafen aufliegender Schwimmkran weseraufwärts und kollidierte mit dem damals in der Bremer Neustadt liegenden Schulschiff Deutschland und der dahinter befindlichen Brücke der Bahnstrecke Bremen–Oldenburg. Im Emder Hafen rissen sich zwei Autotransporter von ihren Liegeplätzen los, trieben durchs Hafenbecken und blockierten die Hafeneinfahrt des Seehafens.
Selbst auf kleineren Flüssen im Binnenland hatte der Orkan gravierende Folgen. Auf Ems, Weser und Elbe musste der Schifffahrtsbetrieb eingestellt werden, da fahrende Schiffe durch den Winddruck auf die Uferböschungen gedrückt zu werden drohten. Auf den östlichen Abschnitten des Mittellandkanals führte der Winddruck dazu, dass sich der Wasserstand im Kanal von West nach Ost hin so erhöhte, dass die für die Schifffahrt erforderliche Durchfahrtshöhe unterschritten wurde.

### Folgeschäden
Bei den Aufräumarbeiten kamen durch schwere Unfälle, meist mit unter Spannung liegenden Stämmen in Windbrüchen, 22 Menschen ums Leben. Insgesamt gab es bei den Aufräumarbeiten mehr als 700 Unfälle mit zum Teil Schwerverletzten.
Die Aufräumarbeiten in den Wäldern dauerten mehrere Jahre. Im extrem trockenen Sommer 1975 befanden sich noch große Mengen an Totholz in den Wäldern. Diese waren bei der Räumung der Flächen mit schwerem Gerät zu Wällen zusammengeschoben worden und gerieten in vielen Gebieten im August 1975 in Brand. Diese kilometerlangen Totholzwälle wirkten beim Brand der Lüneburger Heide als Zündschnüre, die sich nicht löschen ließen.

## Krisenmanagement
Der Orkan Quimburga traf Norddeutschland weitgehend unvorbereitet; mit den damals zur Verfügung stehenden Methoden der Wettervorhersage war eine längerfristige Warnung nicht möglich gewesen. Daher wurde in der Öffentlichkeit das Schadenspotenzial des heranziehenden Sturmfelds völlig unterschätzt.
Erst in den Morgenstunden des 13. Novembers 1972 wurde klar, dass sich ein Orkantief mit besonders hohen Windgeschwindigkeiten Norddeutschland näherte. Noch am Vortag war lediglich vor einem üblichen Herbststurm gewarnt worden. Um 7:10 Uhr gab das Wetteramt Bremen eine Unwetterwarnung heraus, in der vor dem aufziehenden Orkan mit Böen bis Windstärke 12 gewarnt wurde. Gegen 8 Uhr am Morgen des 13. Novembers 1972 erreichte die Feuerwehr Bremerhaven eine weiter verschärfte Unwetterwarnung des Seewetteramtes. Zu diesem Zeitpunkt lag der Kern des Tiefdruckgebietes bereits knapp nordwestlich von Borkum und bewegte sich mit einer Geschwindigkeit von etwa 70 km/h nach Osten. Aufgrund der Warnung des Seewetteramtes wurde in Delmenhorst um 08:15 Uhr Katastrophenvoralarm, um 09:20 Katastrophenalarm ausgelöst. Der Landkreis Vechta löste um 8:30 Uhr Katastrophenalarm aus. Um 8:50 Uhr wurde der Bremer Senat über die sich abzeichnende gefährliche Situation informiert und die Bevölkerung über Radio Bremen in viertelstündigem Abstand gewarnt. Aufgrund der absehbaren katastrophalen Entwicklung, im westlich Bremens gelegenen Landkreis Cloppenburg waren gegen 09:00 Uhr bereits alle wichtigen überregionalen Straßenverbindungen unterbrochen und seit 08:30 Uhr erste Großschadensfälle eingetreten, blieb den Bremer Behörden unter Innensenator Helmut Fröhlich nichts weiter übrig, als um 09:15 Uhr für das gesamte Bremer Stadtgebiet Katastrophenalarm auszulösen. Wenige Minuten später erreichte gegen 09:30 Uhr das Sturmfeld des Orkans die Hansestadt, dabei wurden in der Zeit zwischen 09:30 und 10:30 Uhr die höchsten Windgeschwindigkeiten gemessen, sie lagen im Mittel bei Windstärke 11, die außerordentlich heftigen Böen weit darüber.
Zu dem Zeitpunkt, bei dem das Sturmfeld die betroffenen Regionen überquerte, befanden sich jedoch zahllose Menschen im Freien bzw. in ihren Fahrzeugen und waren schutzlos den umherwirbelnden Trümmern und umstürzenden Bäumen ausgeliefert. In Hannover, wo bereits durch den Augustorkan 1956 zahlreiche Menschen getötet worden waren, wurde kurzfristig die gesamte Innenstadt für jeden Verkehr gesperrt. Anderenorts wurde die Bevölkerung durch Luftschutzsirenen auf die drohende Gefahr aufmerksam gemacht.
Katastrophenalarm setzte in kürzester Zeit tausende militärische und zivile Helfer in Bewegung; die Einsätze dauerten über Tage, teilweise Wochen an. Dabei kamen auch Feuerwehren aus weniger stark oder überhaupt nicht betroffenen Regionen in den am schwersten betroffenen Gebieten zum Einsatz. So leistete die Feuerwehr Hamburg mit acht Fahrzeugen und 200 Einsatzkräften Hilfe im Harz.
Aufgrund der katastrophalen Wettersituationen traten in den frühen Vormittagsstunden in Kreisverwaltungen Krisenstäbe zusammen, um den Einsatz der Rettungs- und Bergungskräfte zentral zu koordinieren. Trotz eines Großaufgebots von Rettungs- und Hilfskräften und Einsatz von schwerem Gerät dauerte es bis zu einer Woche, bis alle Verkehrswege und alle Versorgungsleitungen – dazu gehörte nicht nur Strom-, sondern teilweise auch die Trinkwasserversorgung – voll funktionsfähig waren.

## Gedenken

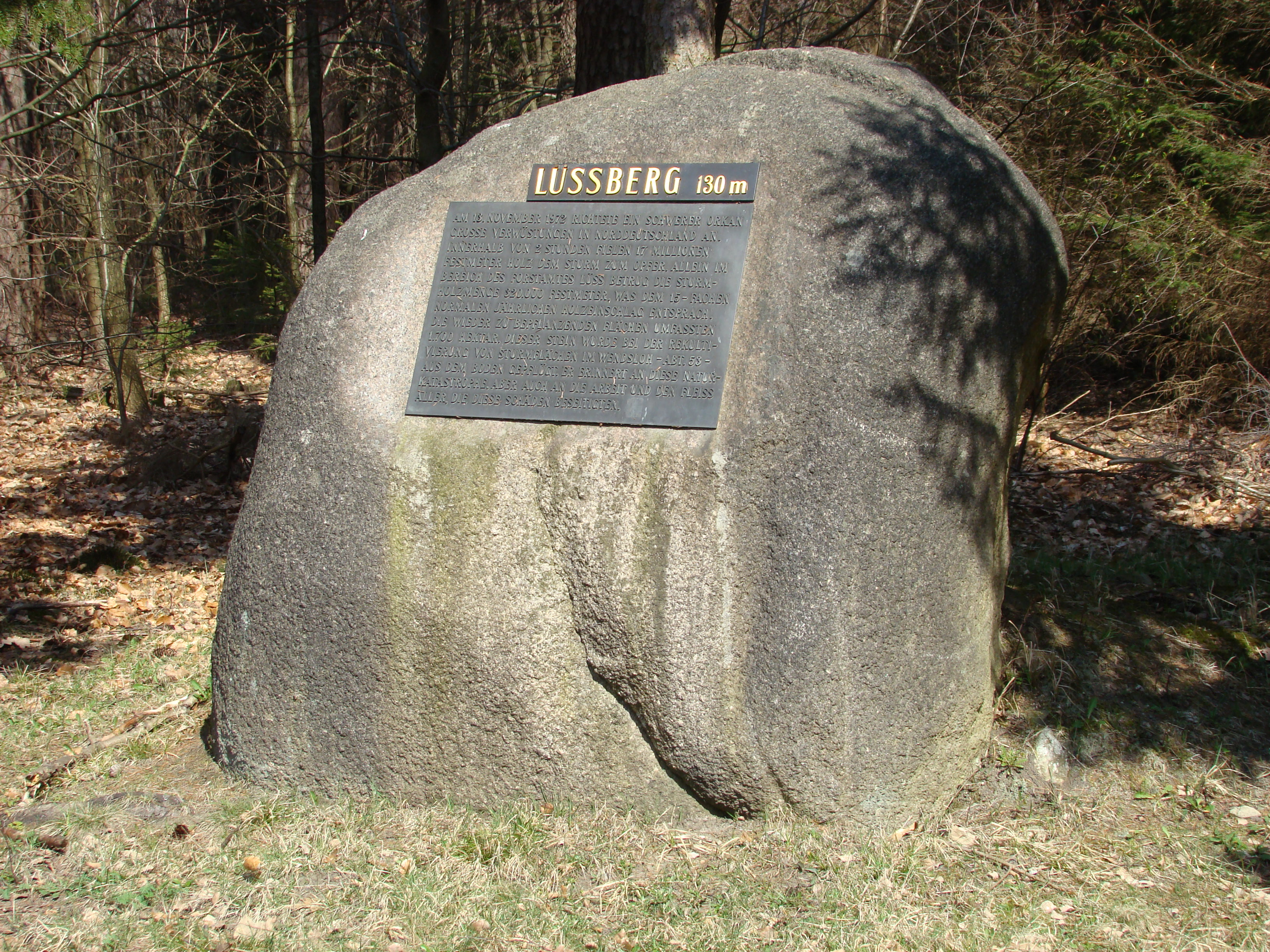
Gedenkstein auf dem Lüßberg bei Unterlüß

Im Eingangsbereich des Koninklijk Nederlands Meteorologisch Instituut (KNMI) in De Bilt ist die historische Wetterkarte der Orkanwetterlage vom 13. November 1972 öffentlich ausgestellt.
Bei Wildeshausen befindet sich in den Staatsforsten Harpstedt ein Gedenkstein, der an die Katastrophe und ihre Folgen für die Wälder im Gebiet der Wildeshauser Geest erinnert. Im Bereich der Revierförsterei Huntlosen wurde ein Findling aufgestellt. Er erinnert an den Orkan, die dabei dort zerstörten 406 ha Wald sowie an die in den Jahren 1974 bis 1982 erfolgte Aufforstung.
Ein weiterer Gedenkstein wurde auf dem Lüßberg (130 m über NN) im Lüßwald bei Unterlüß errichtet. Der Wald ist Teil eines der größten zusammenhängenden Waldgebiete Deutschlands und befindet sich in der Südheide. Die Inschrift lautet:

„Am 13. November 1972 richtete ein schwerer Orkan große Verwüstungen in Norddeutschland an. Innerhalb von 2 Stunden fielen 17 Millionen Festmeter Holz dem Sturm zum Opfer. Allein im Bereich des Forstamtes Lüß betrug die Sturmholzmenge 320.000 Festmeter, was dem 15-fachen normalen jährlichen Holzeinschlag entsprach. Die wiederzubepflanzende Fläche umfaßte 1.700 Hektar. Dieser Stein wurde bei der Rekultivierung von Sturmflächen in Wendsloh – Abt. 53 – aus dem Boden gepflügt. Er erinnert an die Naturkatastrophe, aber auch an die Arbeit und den Fleiß aller, die diese Schäden beseitigten.“

## Nachwirkungen
In der Folge des Orkans Quimburga kam es zu einem Umdenken in der Forstwirtschaft. Es hatte sich gezeigt, dass in den besonders schwer betroffenen Gebieten im Bereich des ehemaligen Freistaats Oldenburg sowie in der Lüneburger Heide, die im Rahmen der Aufforstungsmaßnahmen des 19. Jahrhunderts entstandenen Kiefern-Monokulturen besonders anfällig für großflächige Windbrüche waren. Alte Wälder, wie der Bentheimer Wald, der Hasbruch und der Neuenburger Urwald auf der Friesische Wehde, die durch Laubmischwald charakterisiert waren, überstanden den Orkan fast unbeschadet. Die Aufforstung im Bereich der früheren Kiefer- und Fichtenmonokulturen erfolgte in Form eines Waldumbaus mit dem Ziel der Entwicklung von Laubmischwäldern. Hierfür wurde von der niedersächsischen Landesregierung das Regierungsprogramm LÖWE („Langfristige ökologische Waldentwicklung“) aufgelegt. Seit dessen Einführung 1991 hat sich bis 2012 der Anteil des Mischwaldes mit hohen Buchenanteilen von 31 % auf 56 % nahezu verdoppelt. Die Niedersächsischen Landesforsten reichern die Wälder mit Totholz und Habitatbäumen an, indem sie auf die Nutzung des Holzes verzichten.
Den in ihrer Existenz bedrohten privaten Forstbetrieben – ein Großteil des angefallenen Wurfholzes konnte nur zur Spanplattenproduktion verwandt werden – wurden Bundeshilfen zur Verfügung gestellt. Um die Preise für Holz stabil zu halten, wurde der Einschlag in der Bundesrepublik für die Holzartengruppe Kiefer um 70 % zurückgefahren, für Fichten um 30 %. Für die Räumung der zerstörten Waldflächen stellte das Land Niedersachsen einen Aufarbeitungszuschuss von 40 Millionen DM zur Verfügung; zudem wurden zusätzliche Waldarbeiter aus Jugoslawien, Österreich und der Schweiz als Gastarbeiter angeworben. Um den Holzpreis stabil zu halten, wurden in den Wäldern zahlreiche mit Beregnungsanlagen versehene Nasslager geschaffen, die eine längere Lagerung von Stammholz ermöglichten. Eine hohe Nachfrage auf dem Weltmarkt nach Holz, hervorgerufen durch einen Bauboom in den USA und Kanada sorgte jedoch dafür, dass es zu keinem Einbruch des Holzpreises kam.
Als ein gravierendes Problem erwies sich in der Folgezeit der hohe Anfall von Altholz. Im Rahmen der Räumung der vom Sturm verwüsteten Waldflächen wurde damals wertloses Kopf- und Wurzelholz zu zum Teil kilometerlangen Wällen zusammengeschoben. Im extrem trockenen Sommer 1975 waren diese aus trockenem Altholz bestehenden Wälle eine der wesentlichen Ursachen für großflächige Waldbrände in der Lüneburger Heide.